# Вень-чен-ді

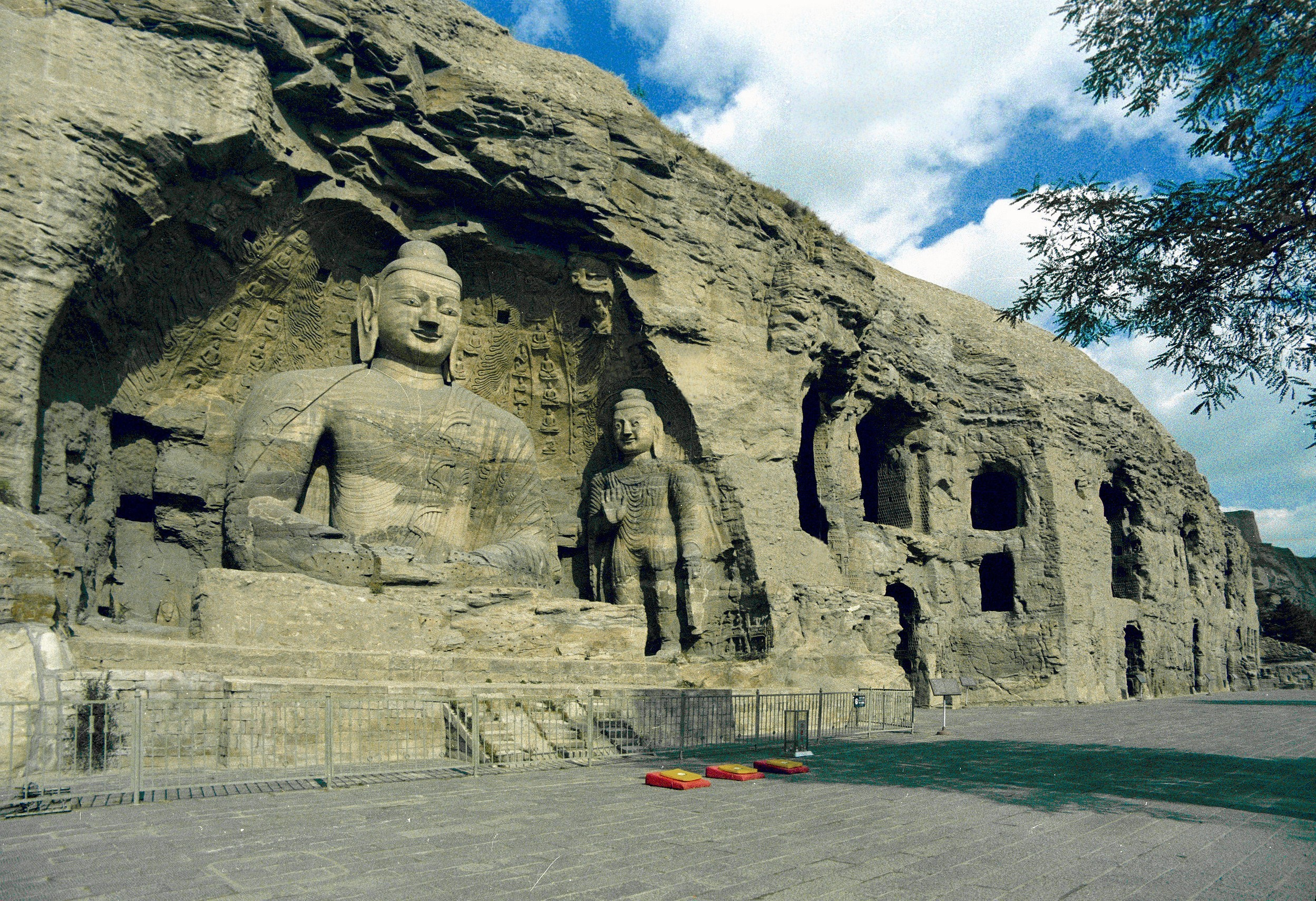

Вень-чен-ді (кит. трад.: 魏文成帝; піньїнь: Wenchengdi; 440 — 20 червня 465) — 5-й імператор династії Північна Вей у 452–465 роках.

## Життєпис

### Молоді роки
Походив з роду Тоба. Був сином Хуана, спадкоємця трону, та Юйджі-юлю, родички володарів Жужанського каганату. При народженні отримав ім'я Чжун. З дитинства був улюбленим онуком імператора Тай У-ді. У 451 році помирає батько Чжуна. Після цього імператор мав намір зробити Чжуна спадкоємцем трону, але у 452 році Тай У-ді було отруєно євнухом Цзун Аєм. Останній зробив імператором молодшого брата Чжуна — Юєм (під ім'ям Нань Ань-ваном). Зрештою восени спочатку було вбито євнуха Цзун Аєм, а потім Нань Ань-вана. Новим імператором стає Чжун під ім'ям Вень-чен-ді.

### Володарювання
Влада була номінальна, фактично уряд контролювали сановники Дугу Ні, Юань Хе, Баба Кехоу, Біліугу Лі. Незабаром між ними розпочалася боротьба за повну владу. У 453 році видано наказ щодо заборони переслідувати буддистів. У 454 році в результаті палацової боротьби імператрицею стала Фен.
У 458 році розпочав великий похід проти жужанів, проте не зміг повністю здолати супротивника. У 460 році Вень-чен-ді вирушив у похід проти сяньбійської держави Туюхун (неподалік від Тибету). Армія північної Вей зуміла захопити низинні території, проте військо Туюхуна заховалося у горах. Тому, захопивши велику кількість худоби військо Вень-чен-ді відступило назад до своєї столиці.
Надалі Вень-чен-ді намагався поєднати традиції племені тоба та китайців. У 465 році імператор раптово помирає. Йому успадкував син Тоба Хун.

## Девізи правління
- Сін'ань (興安) 452—454
- Сінґуан (興光) 454—455
- Тай'ань (太安) 455—459
- Хепін (和平) 460—465